# Dumitra, Bistrița-Năsăud
Dumitra, mai demult Dumitrea mare, Dumitrea (în dialectul săsesc Mätteršdraf, Mättešdref, în germană Mettersdorf, Mettersdorf bei Bistritz, în maghiară Nagydemeter) este satul de reședință al comunei cu același nume din județul Bistrița-Năsăud, Transilvania, România.

## Așezare
Localitatea Dumitra este situată pe drumul 17C ce leagă orașul Bistrița de orașul Năsăud (25 km), în depresiunea cu același nume, din nord-vestul Dealurilor Bistriței, cu aspect de bazinet, într-un relief de luncă și terase.

## Date geologice
În subsolul localității se găsește un masiv de sare.

## Istoric
Dumitra (Mettersdorf – în limba germană, Nagydemeter – în limba maghiară) este atestată documentar din 1317 sub numele de Villa Demetri, după numele conducătorului coloniștilor germani, Metter Demeter. 

## Demografie
În 1941 satul Dumitra avea 1557 locuitori, dintre care 1227 germani (79%). Viața germană activă a durat până în 1944 când sașii au fost evacuați în Austria. Astăzi nu mai locuiesc germani în Dumitra. 

## Monumente
În mijlocul satului se află biserica medievală din Dumitra, construită ca biserică catolică în stil gotic, apoi evanghelică, reconstruită în 1895-1899, vândută comunității ortodoxe, în prezent ortodoxă.
Lângă biserică există un turn fortificat, construit în 1488, numit de localnici „Turnul Slăninilor” (de la "Speckturm" în germană).
Biserica și turnul au fost renovate în 1998-2000.

## Vezi și
- Biserica medievală din Dumitra
- Pământul crăiesc al sașilor, partea nordică
  - Țara Năsăudului de lângă Năsăud
  - Reener Ländchen de lângă Reghin